# Litsea tsinlingensis
Litsea tsinlingensis Yen C. Yang & P.H. Huang – gatunek rośliny z rodziny wawrzynowatych (Lauraceae Juss.). Występuje naturalnie w południowych Chinach – w południowo-zachodniej części prowincji Shaanxi.

## Morfologia
PokrójZrzucające liście drzewo dorastające do 6 m wysokości. Gałęzie są nagie.
LiścieNaprzemianległe. Mają kształt od odwrotnie jajowatego do eliptycznie odwrotnie jajowatego. Mierzą 7–11 cm długości oraz 3–5 cm szerokości. Blaszka liściowa jest o spiczastym wierzchołku. Ogonek liściowy jest owłosiony, ma białawą barwę i dorasta do 10 mm długości.
KwiatySą niepozorne, jednopłciowe, zebrane po 10–11 w baldachy, rozwijają się na szczytach pędów. Okwiat jest zbudowany z 6 listków o eliptycznym kształcie. Kwiaty męskie mają 9 pręcików.
OwoceMają kulisty kształt, osiągają 5–6 mm średnicy, mają czarną barwę.

## Biologia i ekologia
Roślina dwupienna. Rośnie w zaroślach. Występuje na wysokości od 1000 do 2400 m n.p.m. Kwitnie od marca do kwietnia, natomiast owoce dojrzewają od lipca do sierpnia.

## Zastosowanie
Z liści i owoców tego gatunku ekstrahuje się aromatyczny olej stosowany w przemyśle do produkcji kosmetyków i niektórych składników perfum. Nasiona są bardzo bogate w tłuszcz, a czasami są wykorzystywane do wytwarzania mydła.